# Colour the Small One
Colour the Small One es el tercer álbum de estudio de la cantante australiana Sia publicado en 2004. En Reino Unido, el primer sencillo fue «Breathe Me» (aunque ya se había publicado Don't Bring Me Down anteriormente), el cual alcanzó el puesto 71 en las listas de ventas en mayo de 2004. El siguiente sencillo, Where I Belong, no logró entrar en las listas y Numb pasó completamente desapercibido. En Estados Unidos, el álbum se publicó el 10 de enero de 2006, después de que Breathe Me se hiciera conocida en las emisoras de radio alternativas debido a su uso como canción de cierre del último capítulo de la serie de televisión Six Feet Under. El sencillo ha vendido más de 1,2 millones de copias en los Estados Unidos y fue certificado platino por Recording Industry Association of America (RIAA).

## Antecedentes y grabación

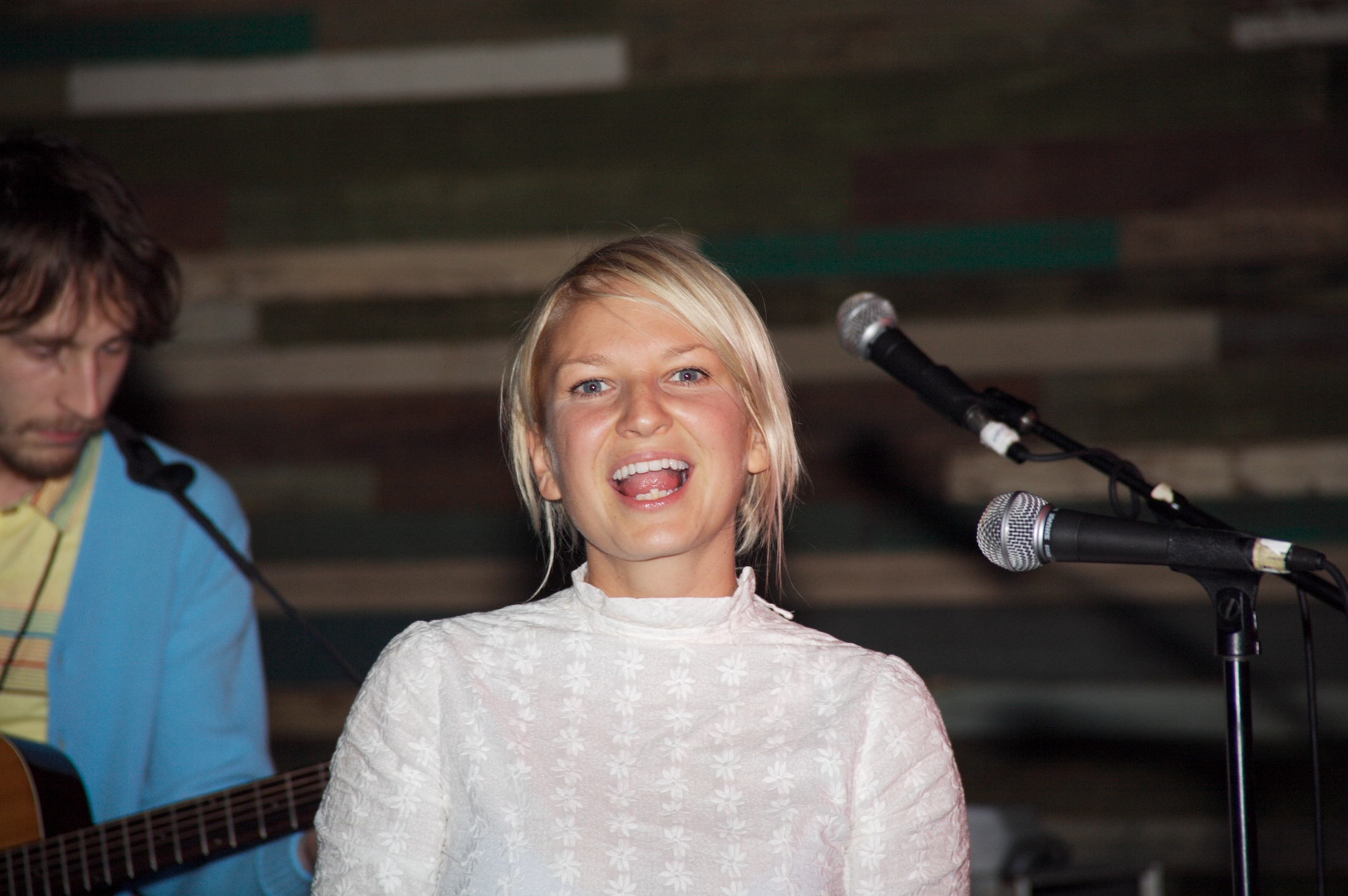
Sia en "The Parish" en Austin, 2006

Desde 2000 Furler se instaló en Reino Unido para su previo álbum Healing Is Difficult, publicado en 2001, aun así ella estaba insatisfecha con la promoción del álbum, por lo que Furler despidió a su mánager, dejando Sony Music y uniéndose a Go! Beat Records, una subsidiaria de Universal Music Group. El álbum fue grabado durante 2003, en Heliocentric Studios en Rye con Jimmy Hogarth como productor.
Todas las canciones fueron coescritas por Furler, cinco de ellas fueron escritas junto con el guitarrista Samuel Dixon. Hogarth también coescribió tres canciones con Furler. La canción "The Bully" fue coescrita por Furler con el músico, Beck. Dos otras canciones fueron escritas junto con Beck, pero no aparecieron en Colour the Small One, una de ellas fue This Shit.
"Natale's Song" contiene las voces de fondo de la cantante Sophie Barker quién trabajó con Furler en Zero 7 con la canción, "Destiny" (agosto de 2001). Otro cantante, Yvonne John Lewis, aparece en "The Church of What's Happening Now" como vocalista de fondo.

## Recepción de la crítica
Colour the Small One obtuvo revisiones mayormente positivas por parte de los críticos musicales, acumulando un total de 77 puntos sobre 100 sobre la base de sus críticas, de acuerdo con Metacritic. John O'Brien, de Allmusic señaló que de Furler, "voces íntimas silenciosas están rodeadas de electrónica popular con tintes acústicos". Chris Ott de Pitchfork Media encontró el álbum como un "downtempo caleidoscopio de dolor y el progreso es incapaz de aferrarse a todo lo que alcanza para, pero ofrece momentos de brillantez y atrevimiento". Carmine Pascuzzi de Mediasearch describió a Furler proporcionando una "chispa a los altavoces/hoy refrigerada" con un álbum "más experimental" que Healing Is Difficult.

## Lista de canciones
Todas las letras escritas por Sia Furler, toda la música compuesta por Samuel Dixon y Sia Furler, a menos que se indique lo contrario. 
| N.º | Título                                     | Escritor(es)                                 | Duración |  |
| 1.  | «Rewrite»                                  |                                              | 4:45     |  |
| 2.  | «Sunday»                                   |                                              | 4:17     |  |
| 3.  | «Breathe Me»                               | Dan Carey • Furler                           | 4:34     |  |
| 4.  | «The Bully»                                | Beck (aka B Hansen) • Furler • Jimmy Hogarth | 3:51     |  |
| 5.  | «Sweet Potato»                             | Kevin Cormack • Furler • Hogarth             | 4:00     |  |
| 6.  | «Don't Bring Me Down»                      | Furler • Blair MacKichan                     | 4:25     |  |
| 7.  | «Natale's Song»                            |                                              | 2:32     |  |
| 8.  | «Butterflies» (International version only) | Cormack • Furler • Hogarth                   | 3:26     |  |
| 9.  | «Moon»                                     | Dixon • Furler • Hogarth                     | 5:02     |  |
| 10. | «The Church of What's Happening Now»       |                                              | 4:27     |  |
| 11. | «Numb»                                     | Furler • Howard • McMillan                   | 4:40     |  |
| 12. | «Where I Belong»                           |                                              | 4:40     |  |

| Reedición de EE. UU., bonus tracks |                                                        |                         |          |  |
| N.º                                | Título                                                 | Escritor(es)            | Duración |  |
| 13.                                | «Broken Biscuit» (de "Don't Bring Me Down")            | Chad Fischer • Furler   | 4:55     |  |
| 14.                                | «Sea Shells» (de "Breathe Me")                         | Furler • Larry Goldings | 4:51     |  |
| 15.                                | «Breathe Me (Four Tet remix)» (de "Breathe Me)         | Carey • Furler          | 5:03     |  |
| 16.                                | «Breathe Me (Ulrich Schnauss remix)» (de "Breathe Me") | Carey • Furler          | 4:53     |  |

## Personal
Créditos adaptados de notas del álbum de la versión del Reino Unido (enero de 2004), para las pistas del 1 al 12; y
de notas del álbum para la versión de EE. UU. (2005), para las pistas 13-16 (Nota: los créditos para las pistas 13 y 14 están equivocadas como los créditos para las pistas 12 y 13 respectivamente).
| Diseño y fotografía - Fotografía: Martin Gerlach - Artwork: Stephen Tappin - Director artístico: Blue Source Producción - Productor: Jimmy Hogarth - Ingeniero: Cameron Craig - Asistente de ingeniería: Patrick Moore - Mezcla: Tchad Blake - Arreglo de cuerdas: Will Malone - Remix y producción adicional: Four Tet (track 15), Ulrich Schnauss (pista 16) Letras - Letras: Sia Furler - Composición musical: Sia Furler, Samuel Dixon (tracks 1, 2, 7, 9, 10, 12), Dan Carey (pista 3), Beck Hansen (pista 4), Jimmy Hogarth (pistas 4, 5, 8), Kevin Cormack (pistas 5, 8), Blair MacKichan (pista 6), James MacMillan (pista 11), Chad Fischer (pista 13), Larry Goldings (pista 14) | Músicos - Voz: Sia Furler - Coros: Sia Furler, Sophie Barker (pista 7), Yvonne John Lewis (pista 11) - Noises: Kevin Cormack (tracks 1, 6, 11, 14), Sam Dixon(track 1) - Teclado: Martin Slattery (tracks 1–8, 10–14), Jimmy Hogarth (track 9) - Bajo: Sam Dixon (tracks 1–8, 10–14), Jimmy Hogarth (track 9) - Guitarra de doce cuerdas: Sam Dixon (track 1) - Acordeón: Sam Dixon (track 1), Kevin Cormack (tracks 5,8) - Guitarra: Jimmy Hogarth (tracks 1–11, 13, 14), Kevin Cormack (tracks 4, 5, 7), Samuel Dixon (track 9) - Bombo: Jeremy Stacey (track 1) - Tambor: Jeremy Stacey (tracks 2, 4–14), Felix Bloxsom (tracks 1, 3) - Guitarra eléctrica: Kevin Cormack (tracks 2, 12), Martin Slattery (track 12) - Flauta: Martin Slattery (track 2, 14) - Clarinete: Martin Slattery (pista 2), Kevin Cormack (pista 8) - Percusión: Jimmy Hogarth (pistas 2, 6, 9, 12), Kevin Cormack (pistas 3–5, 8), Felix Bloxsom (pista 7) - Marimba: Felix Bloxsom (pista 3) - Piano: Martin Slattery (pista 3) - Glockenspiel: Sia Furler (pista 9) - Fūrin: Martin Slattery (pista 11) - Guitarra acústica: Felix Howard (pista 11), Jimmy Hogarth (pista 12), Kevin Cormack (pista 13) - Contrabajo: Arnulf Lindner (pista 11) - Trompa: Martin Slattery (pista 12) - Vibráfono: Kevin Cormack (pista 8) |

## Listas y ventas
| Lista (2006)                        | Mejor posición |
| ----------------------------------- | -------------- |
| Irlanda (Irish Albums Chart)        | 117            |
| Estados Unidos (Heatseekers Albums) | 14             |
| Reino Unido (UK Albums Chart)       | 180            |